# Де Витт, Дмитрий Львович
Дмитрий Львович Де Витт (9 (21) апреля 1896, Санкт-Петербург — 6 марта 1963, Париж) — русский офицер, участник Белого движения, мемуарист.

## Биография
Сын генерал-лейтенанта Льва Владимировича Де Витта и Александры Владимировны Пащенко-Розвадовской, брат Владимира и Льва Де Виттов.
Окончил Сумской кадетский корпус (1915) и Елисаветградское кавалерийское училище. Участвовал в Первой мировой войне. Прапорщик в 5-м Заамурском кавалерийском полку (1.02.1916). Летом 1916 в частях лейб-гвардии Драгунского полка принимал участие в боях на Стоходе. Февральскую революцию застал в отпуске в Одессе. Поручик (май 1917), штабс-ротмистр (сентябрь 1917). 9 августа 1917 убыл в трёхнедельный отпуск для женитьбы и в полк больше не вернулся, так как в конце того же месяца, будучи на южном берегу Крыма получил извещение о продлении отпуска и переводе в маршевой эскадрон в Кречевицы, а вскоре солдатский комитет постановил выразить ему недоверие как «стороннику старого режима».
До весны 1919 проживал в Одессе, которую покинул во время эвакуации союзников и в мае через Румынию прибыл в Екатеринодар. Как лейб-драгунский офицер был направлен в распоряжение командующего войсками Северного Кавказа генерала И. Г. Эрдели. После встречи с командующим отправился из Пятигорска в Святой Крест, где в то время формировалась Чеченская конная дивизия, начальник которой генерал А. П. Ревишин предложил Де Витту поступить в его распоряжение до прибытия полковника Кучевского, под началом которого штабс-ротмистр хотел служить в одном из чеченских конных полков.
В рядах дивизии Де Витт проделал так называемый Степной Астраханский поход, в июле 1919 командовал эскадроном в 1-м Чеченском конном полку. После разгрома экспедиции, о которой он в 1938 году написал воспоминания, Де Витт уехал в Грозный и занимался новым формированием дивизии, понёсшей огромные потери. После взятия белыми Одессы ещё раз побывал в этом городе, осенью 1919 принимал участие в борьбе с махновцами. После падения Одессы прибыл в Новороссийск, но вскоре Северный Кавказ был также занят красными и Де Витт уехал в Севастополь, где поступил под командование генерала Я. А. Слащева. Служил в лейб-драгунском эскадроне, участвовал в Северо-Таврийской операции. На службе во ВСЮР был произведён в ротмистры.
После крымской эвакуации находился в Галлиполийском лагере. На февраль 1921 служил в Запасном кавалерийском дивизионе. Эмигрировал во Францию, в 1950-х был членом ревизионной комиссии Общекадетского объединения во Франции. Военный публицист, автор очерков и рассказов, сотрудник журнала «Военная Быль».
Умер в Париже, был погребён на кладбище Сент-Женевьев-де-Буа.